# Легенда о Бхагате Сингхе
«Легенда о Бхагате Сингхе» (англ. The Legend of Bhagat Singh) — индийский драматический фильм на хинди, снятый режиссёром Раджкумаром Сантошии и вышедший в прокат 7 июня 2002 года. В основе сюжета — жизнь и борьба индийского революционера Бхагата Сингха. Фильм был выпущен в прокат в один день с картиной «Мученики, 23 марта 1931» режиссёра Гудду Дханоа с Бобби Деолом в главной роли, рассказывающей историю, основанную на тех же событиях. Оба фильма провалились в прокате, однако фильм Раджкумара получил положительную оценку критиков, а фильм Дханоа — негативную.

## Сюжет
Ещё в детстве на Бхагата Сингха оказала сильное эмоциональное воздействие сцена наказания (по сути, избиения) индийцев британцами. В дальнейшем, будучи подростком, главный герой с восторгом присоединяется к Движению несотрудничества, которое возглавляет Ганди. Однако после того, как в 1922 году британцы устроили массовую бойню в Чаури-Чаура, якобы спровоцированную индийцами, Бхагат Сингх разочаровался в мирных методах противостояния колонизаторам и, с группой единомышленников, начал физическое уничтожение англичан.
Когда его арестовали в первый раз, его отец Кишан заплатил 60 тысяч рупий и выручил его, чтобы заставить работать на молочной ферме и жениться на девушке по имени Маннавали.
Когда Лала Ладжпат Рай был избит до смерти полицией, Бхагат с Шиварамом Раджгуру, Сухдевом и Чандрой Шекхар Азадом убили полицейского по имени Сондерс, что в конечном итоге привело к аресту Бхагата. Его поместили в камеру, пытали и безжалостно избивали. Когда англичане выпустили законопроекты о торговых спорах и общественной безопасности, он вместе с Батукешваром Даттом начал закидывать бомбами здание индийского парламента, однако заботясь о безопасности людей, бросал бомбы на пустые скамейки. Его арестовали и судили в открытом суде. Именно здесь Бхагат начал свою широко разрекламированную революцию и стал популярен среди масс, особенно среди молодого поколения, рабочих и фермеров, настолько, что его популярность соперничала с популярностью самого Ганди.
Даже в тюрьме Лахора Бхагат не покидал заголовков новостей, когда он и другие заключенные держали 63-дневный пост до смерти, чтобы улучшить условия содержания заключенных-революционеров. В это время, Азад, которого британцам неоднократно не удавалось захватить, подвергся нападению в Альфред-парке в Аллахабаде 27 февраля 1931 года. После того, как полиция окружила весь парк, последовала перестрелка; отказавшись сдаться англичанам, Азад застрелился последней оставшейся в его револьвере пулей.
Британцы вновь открыли дело об убийстве Сондерса, в результате которого были вынесены смертные приговоры в отношении Бхагата, Шиврама и Сухдева. Вся нация поднялась в знак протеста, в том числе партия Конгресса — с картами в руках Ганди — поскольку он должен был подписать Пакт Ирвина, и индийцы надеялись, что он будет использовать это как козырь для спасения жизней героического трио. Но поскольку Ганди согласился с пунктом «освобождение политических заключенных, за исключением тех, кто был вовлечен в насилие», надежды нации рухнули. Бхагат, Сухдев и Раджгуру были казнены в полной тайне в ранние часы 23 марта 1931 года.

## В ролях
- Аджай Девган — Бхагат Сингх
- Фарида Джалал — Видьявати Сингх, мать Бхагата
- Радж Баббар[англ.] — сардар Кишан Сингх, отец Бхагата
- Сушант Сингх[англ.] — Сукхдев[англ.]
- Д. Сантош[англ.] — Шиварам Раджгуру[англ.]
- Бхашвар Чатерджи[англ.] — Батукешвар Датт[англ.]
- Ахилендра Мишра[англ.] — Чандра Шекхар Азад
- Амрита Рао — Маннавали, невеста Бхагата
- Сунил Гровер[англ.] — Джайдев Капур
- Амитабх Бхаттачарджи[англ.] — Джатиндранат Дас
- Гил Алон[англ.] — лорд Ирвин
- Саурабх Дубей[англ.] — Джавахарлал Неру
- Ситарам Панчал — Лала Ладжпат Рай

## Саундтрек
Вся музыка написана А. Р. Рахманом.
| №   | Название                      | Исполнители                     | Длительность |
| --- | ----------------------------- | ------------------------------- | ------------ |
| 1.  | «Mera Rang De Basanti»        | Сону Нигам, Манмохан Варис      | 5:07         |
| 2.  | «Pagdi Sambhal Jatta»         | Сукхвиндер Сингх                | 4:45         |
| 3.  | «Mahive Mahive»               | Алка Ягник, Удит Нараян         | 5:28         |
| 4.  | «Sarfaroshi Ki Tamanna»       | Сону Нигам                      | 1:47         |
| 5.  | «Dil Se Niklegi»              | Сукхвиндер Сингх                | 3:31         |
| 6.  | «Shora So Pahchaniye»         | Картик, Ракиб, Сукхвиндер Сингх | 1:22         |
| 7.  | «Sarfaroshi Ki Tamanna (Sad)» | Сону Нигам, Харихаран           | 6:44         |
| 8.  | «Kasam Tumko Watan»           | Сукхвиндер Сингх                | 2:15         |
| 9.  | «Jogiya Jogiya»               | Алка Ягник, Удит Нараян         | 5:41         |
| 10. | «Des Mere Des»                | Сукхвиндер Сингх, А. Р. Рахман  | 5:24         |

## Награды и номинации
Фильм завоевал несколько наград, включая Национальную кинопремию за лучший фильм на хинди и Filmfare Award за лучший фильм по мнению критиков.